# Monolepta capitata
Monolepta capitata es una especie de insecto coleóptero de la familia Chrysomelidae.
Fue descrita científicamente en 1963 por Chen.